# 長榮航空
長榮航空，正式名稱是長榮航空股份有限公司，是臺灣第二家全服務航空公司，為長榮集團旗下主要公司之一，1991年開航，以桃園國際機場為樞紐機場，總部則位於桃園市南崁。其主要業務為經營國際客運及貨運航線，成立之初亦提供國內航線服務，但在1998年後全面轉由同集團內的立榮航空負責。1992年開始提供豪華經濟艙服務，是全球第一家設立此種客機艙等的航空公司。2013年6月18日起加入星空聯盟，成為臺灣第二家加盟航空聯盟的航空公司。

## 歷史

### 籌備成立
1988年9月，在長榮海運慶祝成立20周年之際，董事長張榮發宣布建立臺灣第一間私人的國際航空公司。

### 1990年代擴張期

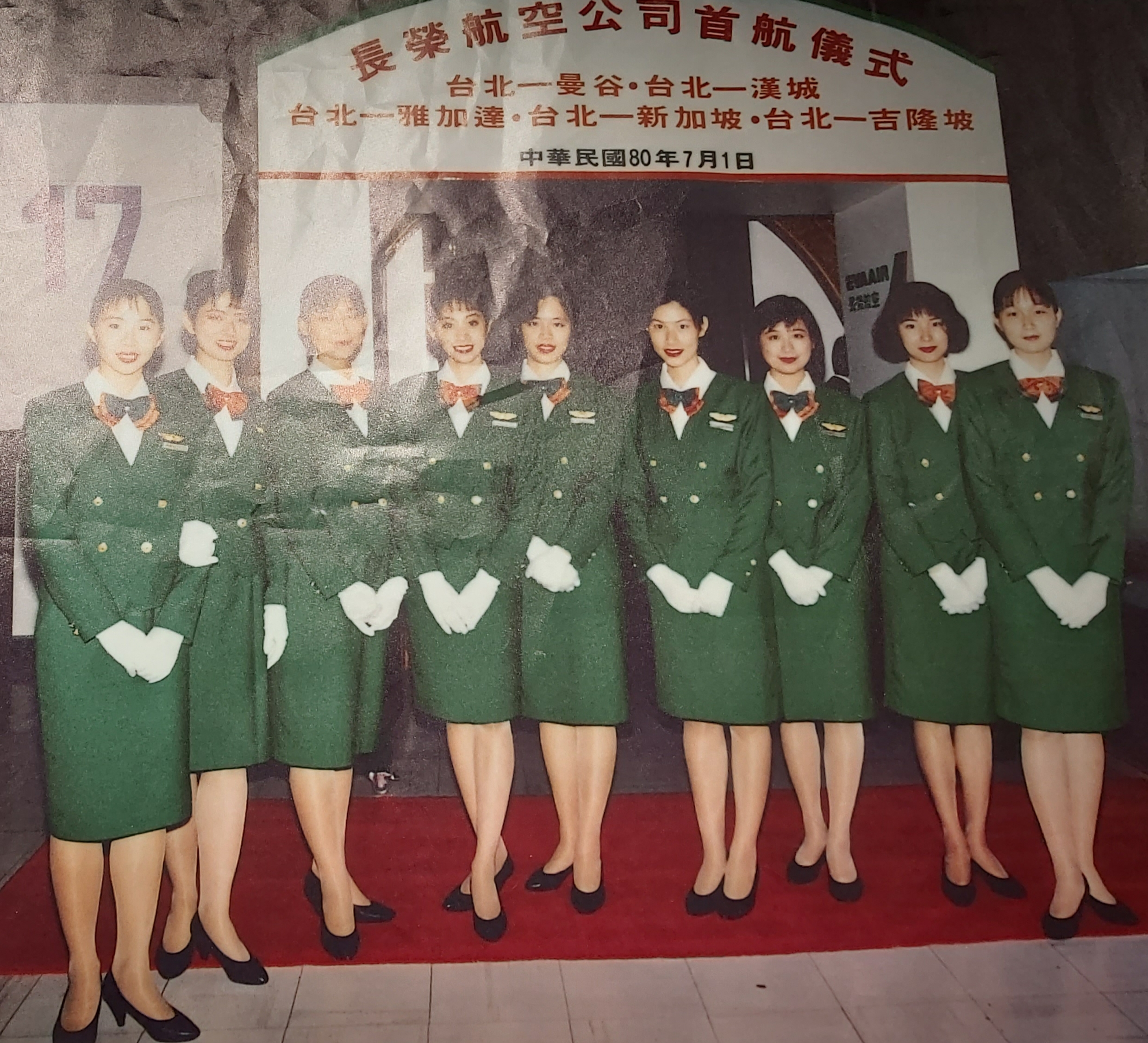
1991年7月1日長榮航空公司首航儀式的舊照片，現陳列於孫運璿科技·人文紀念館展視室。

1991年7月，長榮航空開航，初期的機艙配置有商務艙和經濟艙。最初從臺北出發的目的地包含曼谷、雅加達、新加坡和吉隆坡，同年底長榮航空網絡已擴大到其他東亞城市和歐洲的維也納。
1992年，長榮航空接收首架波音747-400飛機的訂單，並在洛杉磯的航班推出豪華經濟艙。是第一個設有豪華經濟艙的航空公司，座位安排為2-4-2的組合，有腳部放置架、個人螢幕和高級餐飲服務，推出後大受歡迎。

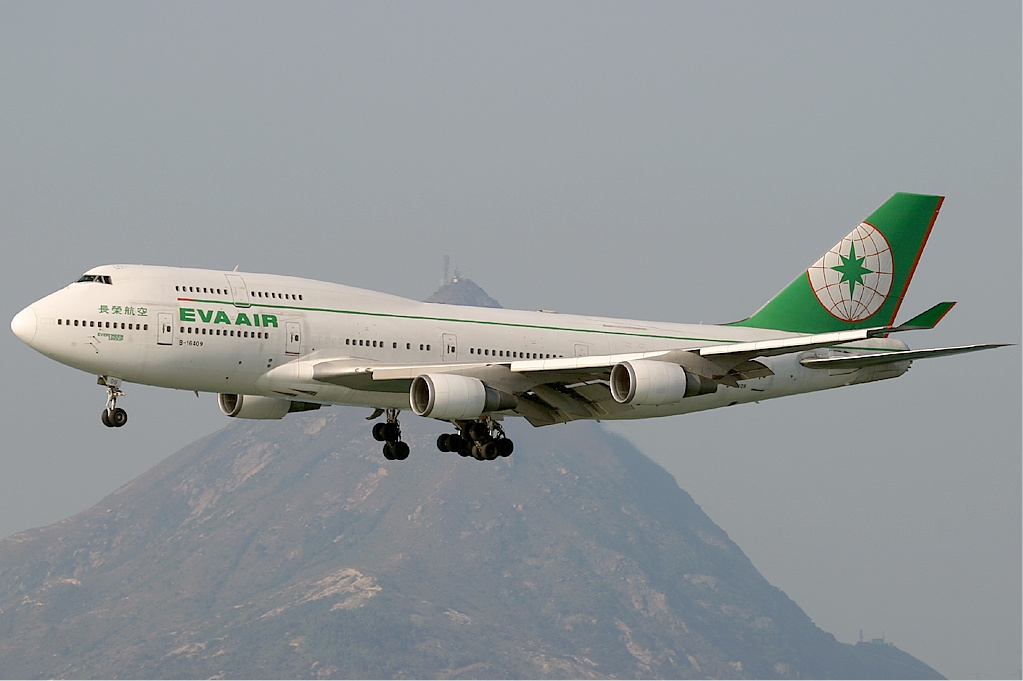
第一代塗裝的波音747-45EM客機

1993年，長榮航空新增西雅圖和紐約、曼谷和維也納等航線，並把班機換成波音747服務旅客。
1994年，擁有全球22個目的地的定期航班，載客量每年超過300萬人次。
1995年首次公佈獲利，比原定計劃提前一年。在國際上擁有優良的飛安紀錄，因此迅速擴大且乘客量快速增長。
自1995年4月開始貨運業務，首架麥道MD-11貨機飛往台北、新加坡、檳城、舊金山、紐約和洛杉磯；同一年年底貨機機隊擴大到5架，在此之前，長榮航空貨物運輸主要依靠客機的貨艙運送。
1990年代中期，擴展到中華民國國內航線。1995年收購馬公航空。1996年3月8日，馬公航空改名為立榮航空。
1998年，與日空航空聯營「台北－大阪」航線，同年7月1日，收購大華航空和台灣航空，並與長榮現有的國內業務合併，立榮航空成為長榮航空旗下專責經營臺灣國內航線的子公司，經營國內短程航班。

### 2000年代成熟期

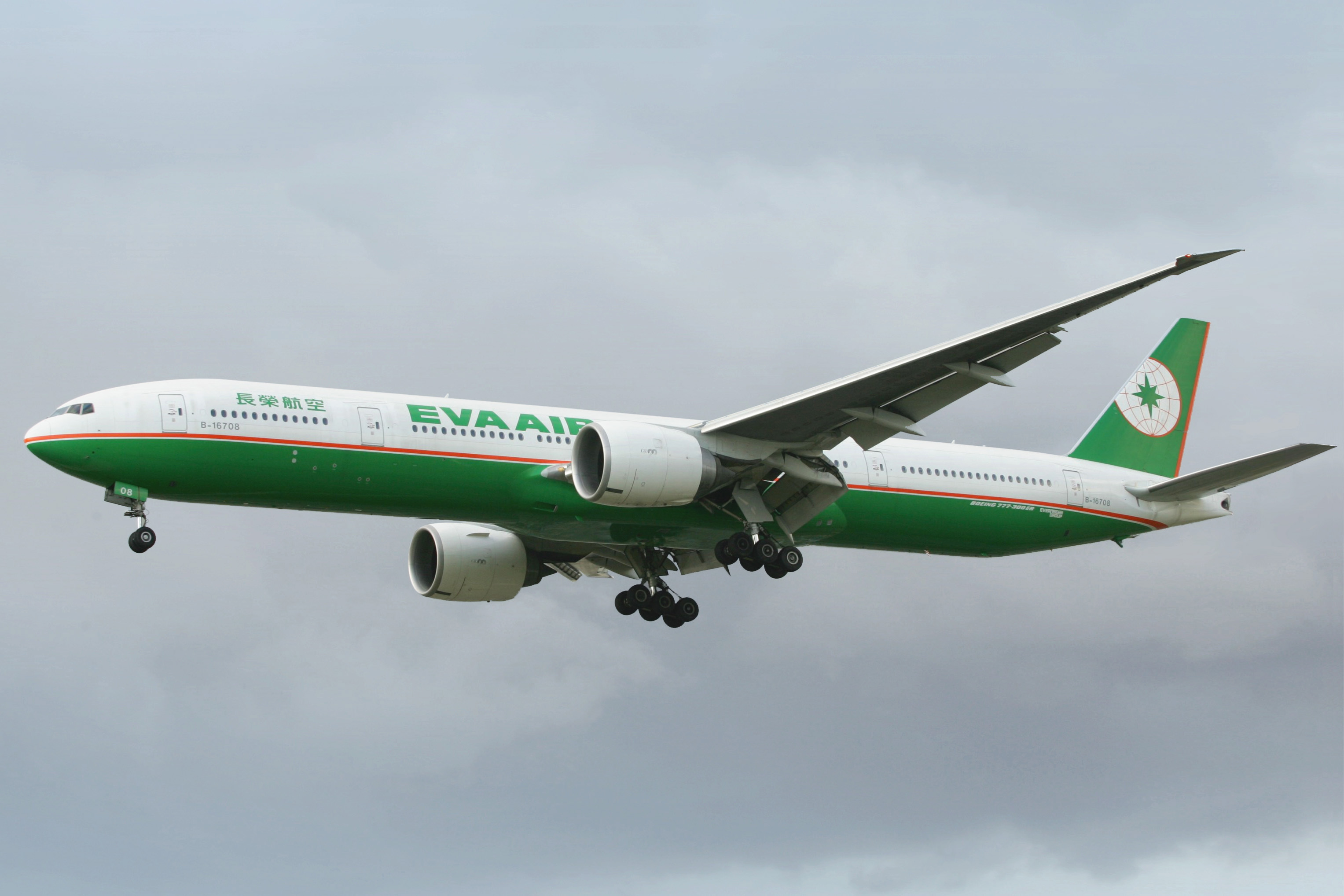
第二代塗裝的波音777-35EER客機準備降落在倫敦希思羅國際機場

2000年進行長途機隊的第一次更新，引進4架波音777-300ER飛機，並保留8架飛機的訂單，同時，長榮航空向波音公司訂購3架波音777-200LR飛機。2000年7月取得「台北－東京」航線許可權並於同年9月開航。2001年1月，長榮航空訂購了其首架空中巴士飛機A330-200。波音777-300ER是用於歐美航線，而A330-200是用於亞洲航線。
2001年，長榮航空開始在台灣證券交易所上市，最初，該公司只釋出1%的股份在股市裏，母公司長榮海運公司和長榮航空的員工各持有50%的股份。2002年，長榮航空進行企業內部改革，裁減員工數員並簡化管理，因為亞洲金融風暴對於營收造成重大影響，2002年和2003年的SARS也影響到來往東南亞及北美的航班，來往歐洲的航班受到的影響較小，但依然有一些影響。使長榮2002年到2005年都是在虧損的狀態下營運。
2004年，長榮航空確定其餘的8架波音777-300ER的訂單，2005年7月，首架波音777-300ER投入服務，做為長榮航空的新旗艦飛機。接收其餘的波音777後進行了全面的座艙革新，引進平躺式座椅在其新推出的桂冠艙，此外豪華經濟艙也升級成菁英艙。而其A330改裝成桂冠艙和經濟艙兩個艙。
2007年，載客量達到620萬。據2008年4月統計，員工數約4,800名。同年宣布直飛紐約紐華克機場的航班，以新的波音777-300ER客機飛航（之後於2011年將紐約航點遷往甘迺迪機場，並且回程改為直飛不中停安克拉治。）
2007年到2008年間，由於燃油價格狂飆34%，長榮航空在2007年就損失了6,120萬美元。2008年8月，長榮航空公佈第二季度虧損超過500億，因為燃料成本暴增。為了彌補損失，長榮航空實施成本節約措施，削減航班並調漲機票價格。2008年初位在加州的辦事處宣布裁員，有一半以上的工作人員被告知該年5月起不再受聘，加上將新招募空服員延後報到。當地人員負責的部份業務轉移到台灣，例如訂位中心。
2008年7月每週兩岸包機的服務啟動後，長榮也根據兩岸三通的協議增加直飛中國大陸的航班。

### 近年發展

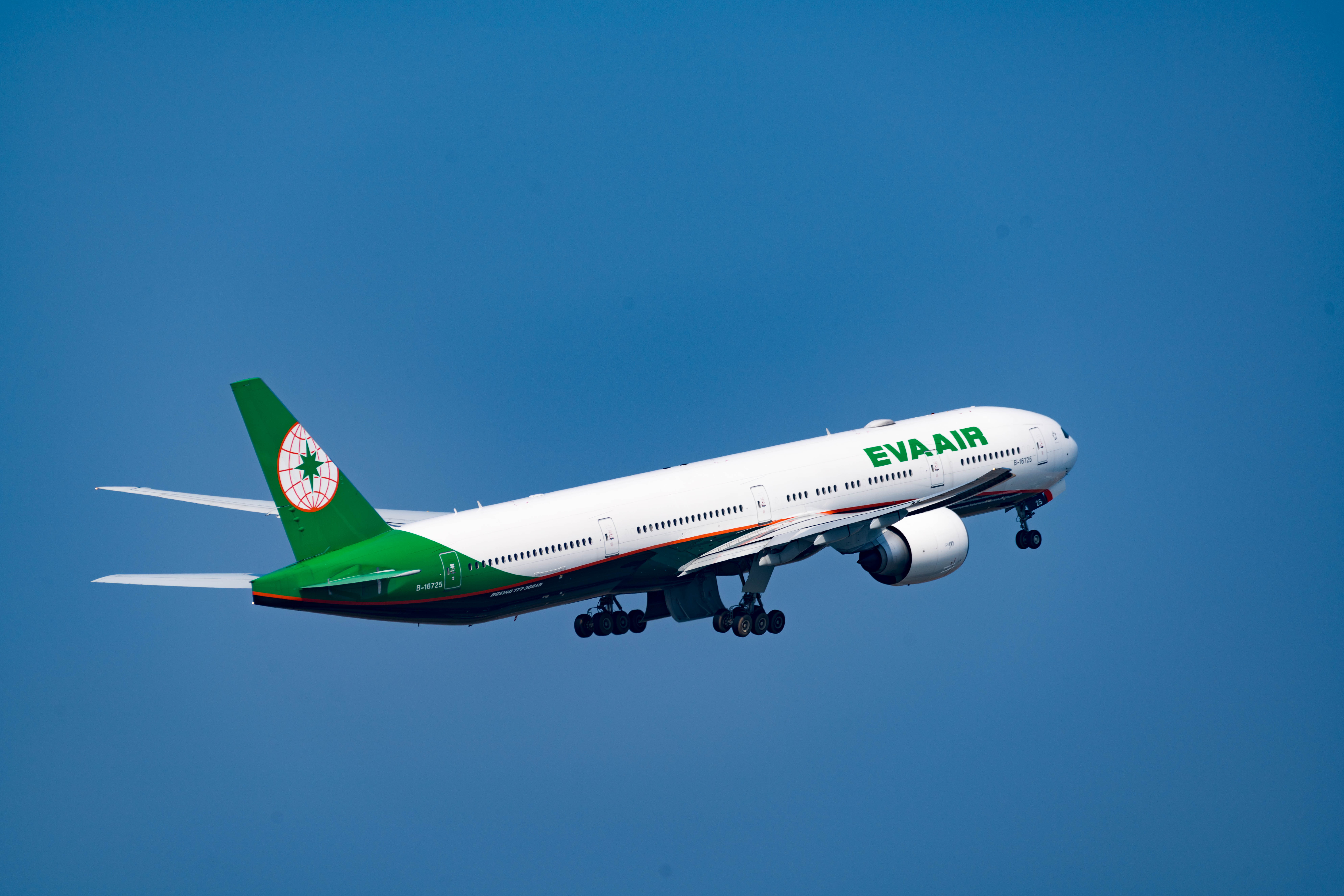
第三代塗裝的波音777-35EER於關西國際機場，長榮於2015年11月發表的新塗裝

2011年2月23日，證實於2010年下半年遞件申請加入星空聯盟。
2012年3月29日，長榮航空與星空聯盟簽署加盟協議書，成為該聯盟之未來成員，並於2013年6月18日正式加入。
2015年11月24日與波音公司、奇異(GE)航空集團共同舉行新機簽約儀式。由長榮航空董事長張國煒、波音商用飛機集團總裁暨首席執行官雷•康納(Ray Conner)及奇異航空集團副總裁兼全球銷售及市場總經理薛克•沙茹(Chaker Chahrour)共同簽署。此次簽約後長榮航空將規劃引進26架飛機，包括18架波音787-10及2架波音777-300ER確認訂單以及6架波音787-9選擇權。引進的26架新機預計自2017年開始陸續交機，於2022年全數交付完畢。波音787新機交付後，將投入中、長程航線，用以增加航班並逐步汰換舊有之機型，將會與波音777-300ER機型共同成為長榮航空的主力機隊。
2016年，長榮航空及子公司立榮航空MD-90麥道機隊退役。
2019年9月，宣布推出「空中仁醫」計畫，邀請具有醫師身分的旅客，於機上旅客突發性醫療需求時，可以緊急提供醫療專業協助。
2019年10月，第四架波音787-10於南卡羅萊納交機。
2023年11月7日，長榮航空宣佈採購33架空中巴士全新客機，包括18架空中巴士A350-1000及15架空中巴士A321neo，總金額將達101億美元。同時，此合約包括額外6架飛機的採購選擇權。新採購的空中巴士A350-1000預計於2026至2030年交付，而新增購的空中巴士A321neo預計於2029至2032年交付。

## 班號共用協議

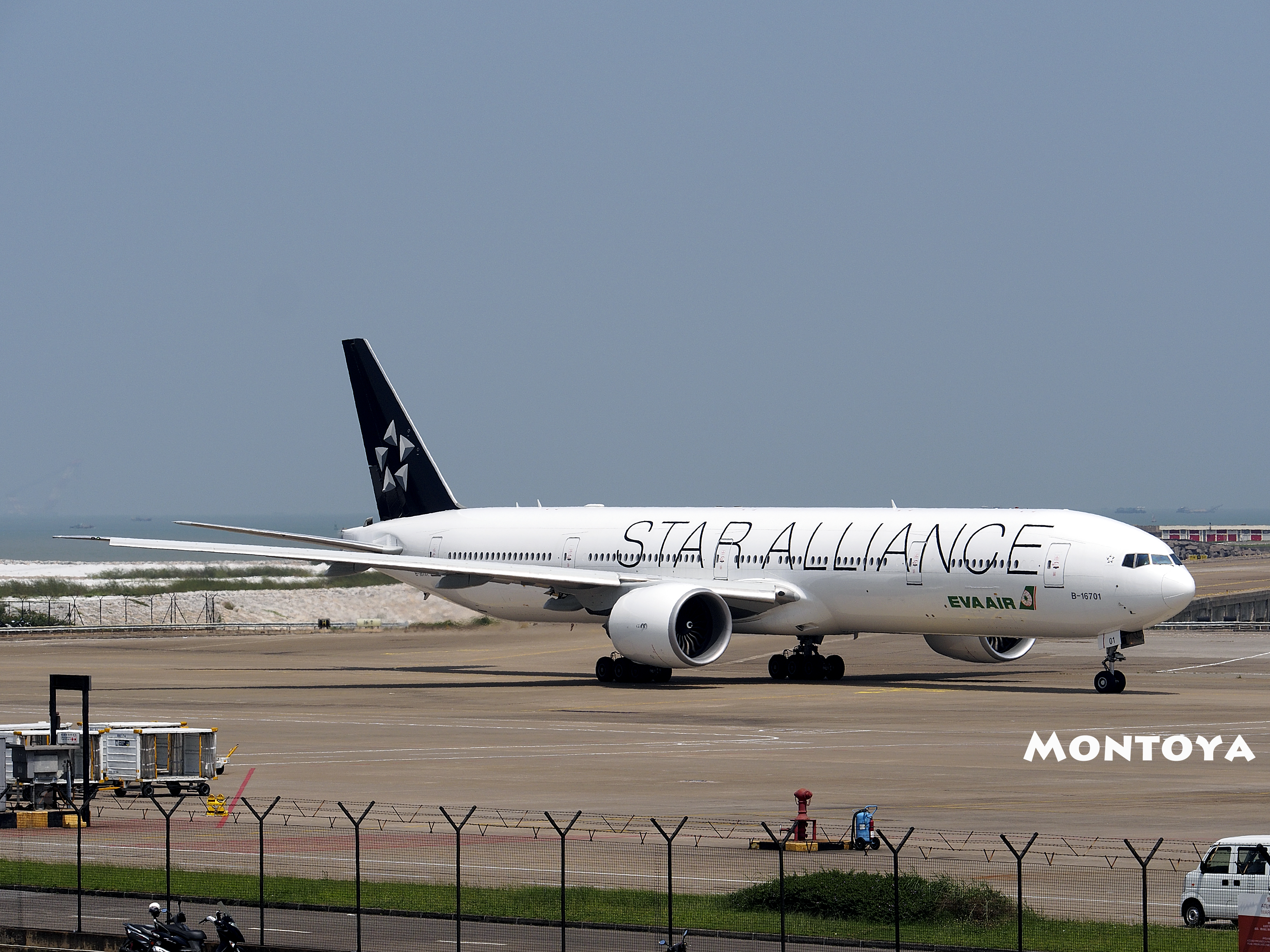
長榮航空星空聯盟塗裝的波音777-35E(ER)(B-16701)

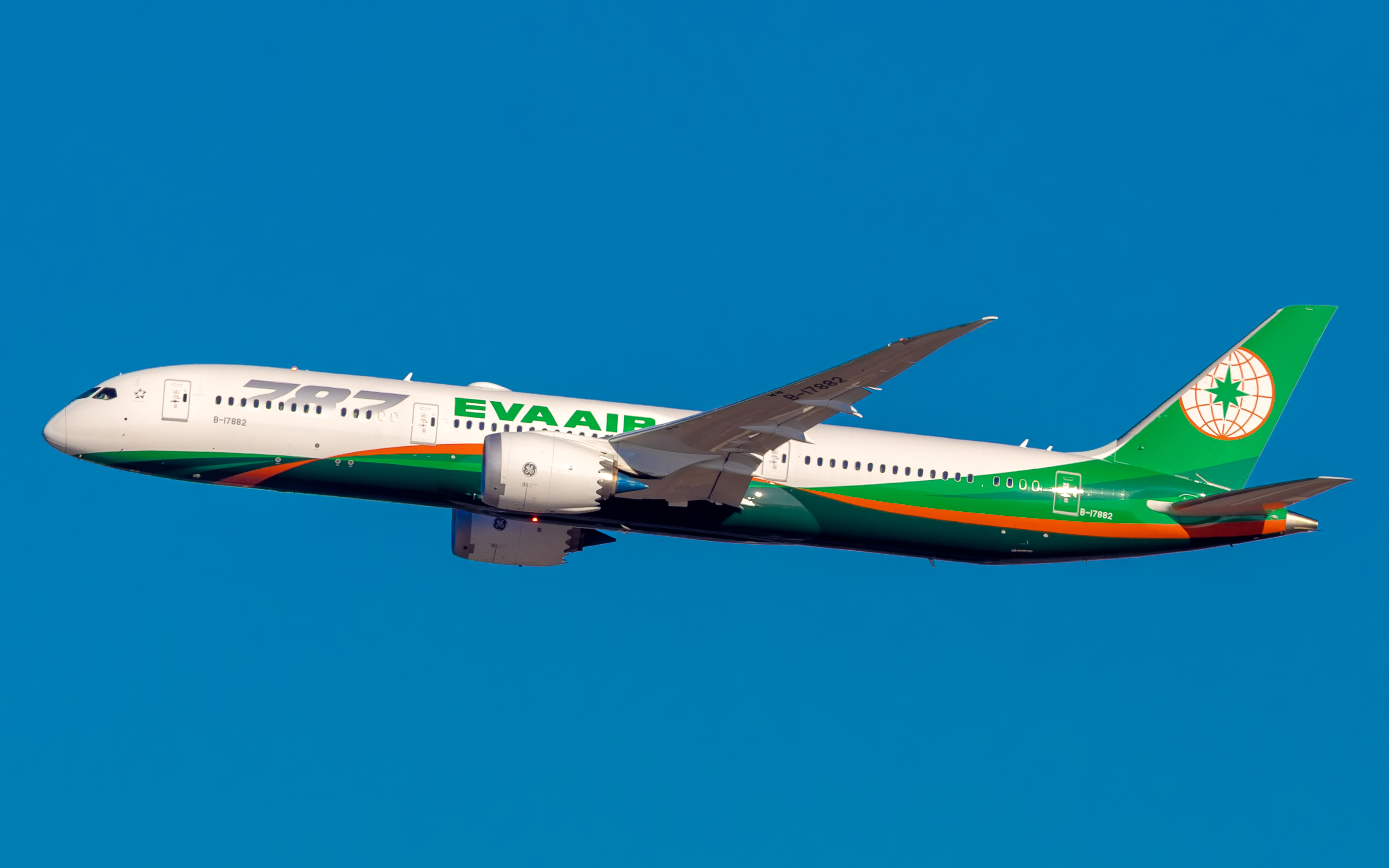
採用複合材料的787客機

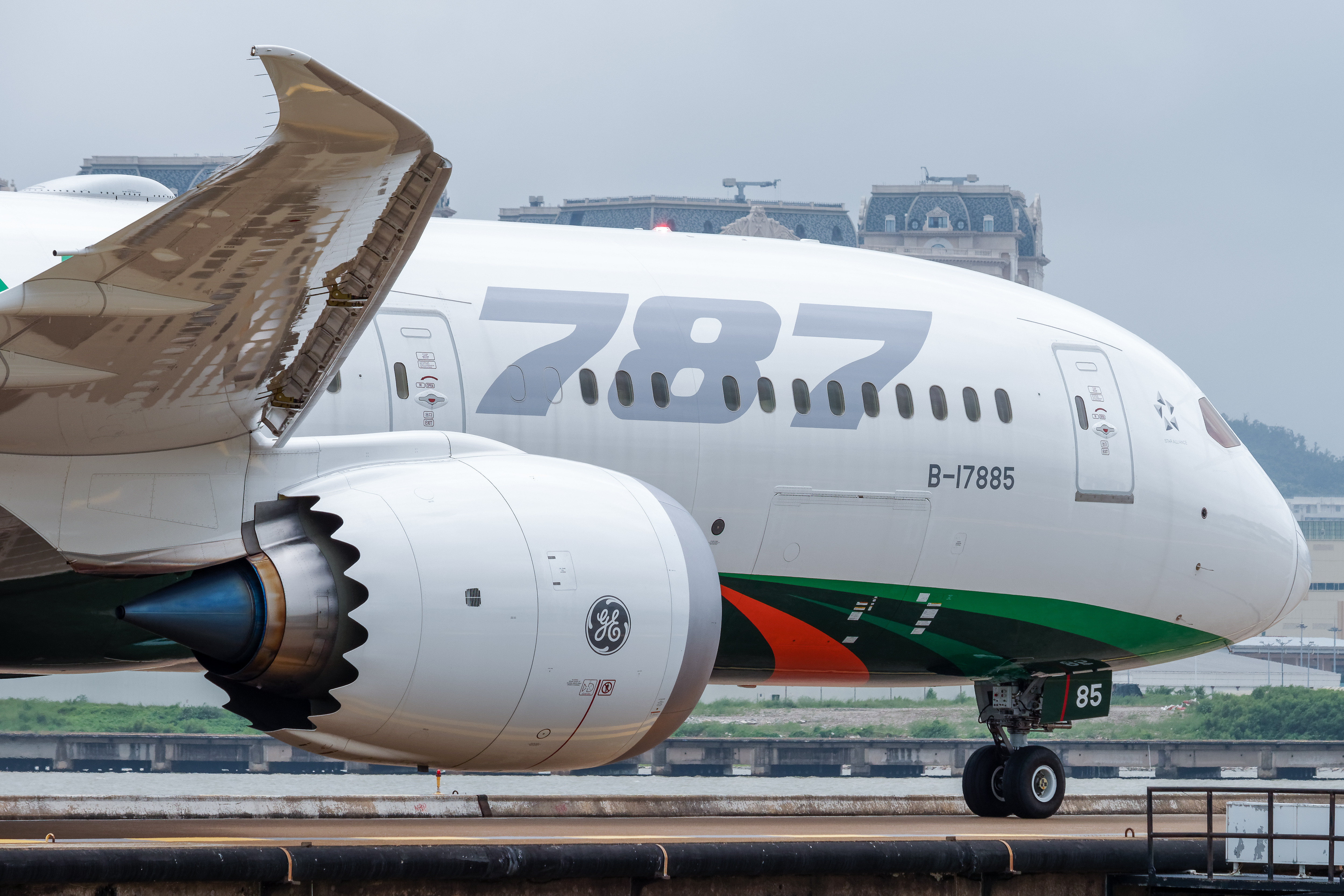
新世代787-9客機

2013年6月18日，長榮航空正式加入星空聯盟，目前與下列航空公司與航點有班號共用的合作關係：

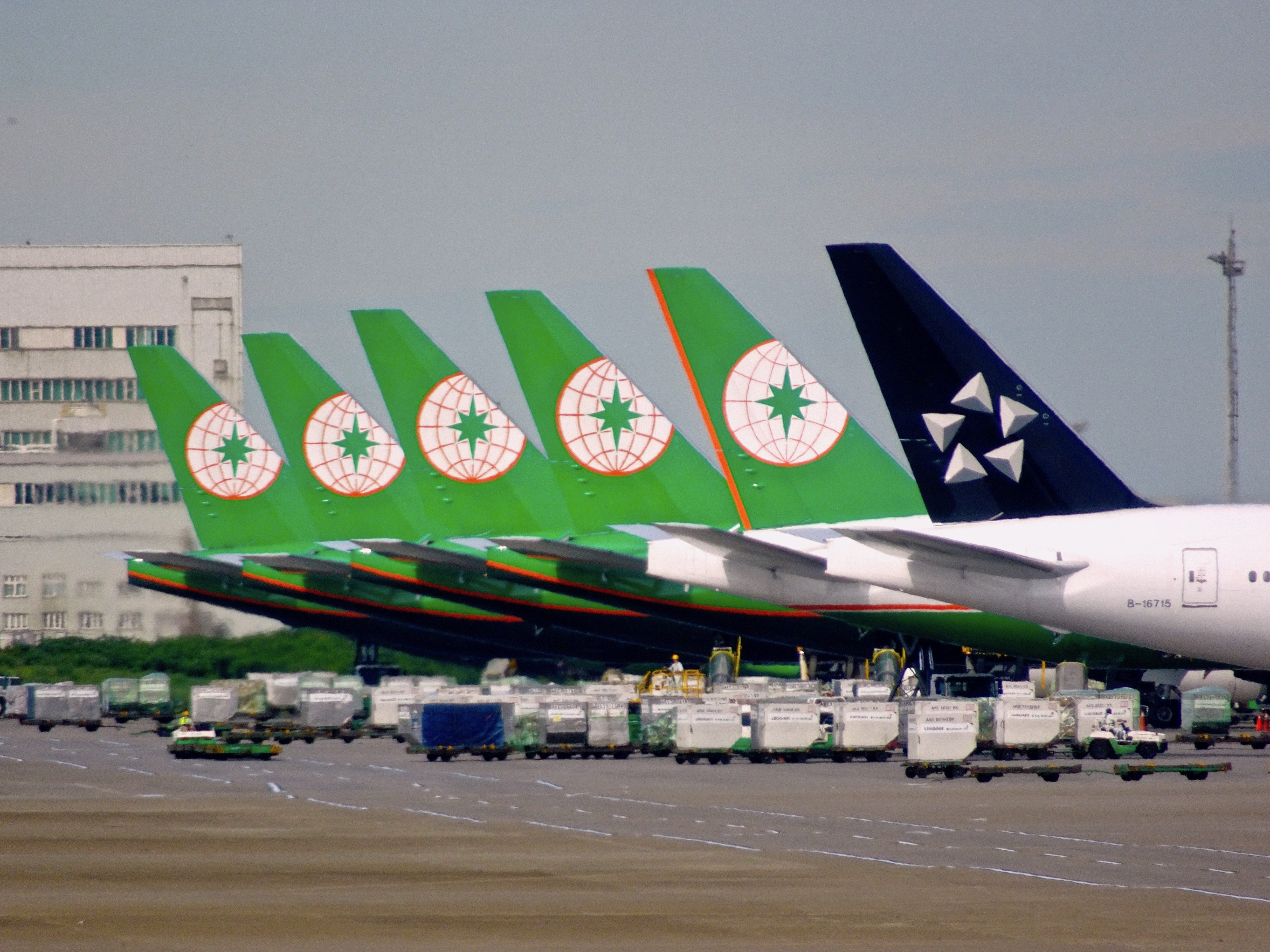
長榮航空停泊於台灣桃園國際機場的飛機。

| 航空公司     | 所屬聯盟         | 航線 |
| ------------ | ---------------- | --- |
| 中国国际航空 | 星空聯盟         | 桃園-北京首都、上海浦東、成都、杭州、溫州、重慶 松山-上海虹橋、重慶、天津                                                       |
| 深圳航空     | 星空聯盟         | 桃園-深圳、瀋陽、南通 |
| 全日空       | 星空聯盟         | 桃園-福岡、大阪關西、東京成田、仙台、札幌新千歲、函館、小松、沖繩 高雄-福岡、大阪關西、東京成田 松山-東京羽田                   |
| 新加坡航空   | 星空聯盟         | 桃園-新加坡 |
| 泰國國際航空 | 星空聯盟         | 桃園-曼谷蘇凡納布、首爾仁川、洛杉磯、西雅圖、舊金山、紐約甘迺迪、芝加哥、多倫多、溫哥華                                         |
| 韩亚航空     | 星空聯盟         | 桃園-首爾仁川 高雄-首爾仁川 |
| 土耳其航空   | 星空聯盟         | 桃園-伊斯坦堡 |
| 加拿大航空   | 星空聯盟         | 溫哥華-卡加利、艾德蒙頓 桃園-多倫多-蒙特婁 高雄-東京成田、首爾仁川                                                              |
| 印度航空     | 星空聯盟         | 曼谷蘇凡納布-孟買 新加坡-孟買 桃園-新加坡                                                                                       |
| 哥倫比亞航空 | 星空聯盟         | 桃園-舊金山、洛杉磯 紐約甘迺迪-聖薩爾瓦多                                                                                       |
| 紐西蘭航空   | 星空聯盟         | 桃園-奧克蘭 |
| 巴拿馬航空   | 星空聯盟         | 桃園-舊金山、芝加哥、洛杉磯 紐約甘迺迪-巴拿馬城                                                                                 |
| 吉祥航空     | 星空聯盟優連夥伴 | 桃園-上海浦東 |
| 立荣航空     | 其他             | 桃園-瀋陽、鹽城、大連、青島、西安、寧波、南京、重慶、福州、溫州 台中-深圳、無錫、廣州 高雄-昆明、福州 松山-廈門、杭州、上海浦東 |
| 海南航空     | 其他             | 桃園-廣州、大連、西安 |
| 山东航空     | 其他             | 桃園-濟南、青島 |
| 香港航空     | 其他             | 桃園-香港 高雄-香港 |
| 曼谷航空     | 其他             | 曼谷蘇凡納布-普吉島、清邁、蘇美島、清萊、喀比、桐艾府                                                                           |
| 印度航空     | 其他             | 桃園-新加坡 |
| 澳門航空     | 其他             | 桃園-澳門 台中-澳門 高雄-澳門                                                                                                   |

## 航點
大多數長榮航空航班起點在主要樞紐機場台灣桃園國際機場，飛行業務位於第二航廈，與中國國際航空、聯合航空、韓亞航空、全日空、新加坡航空、土耳其航空、紐西蘭航空、加拿大航空以及等星空聯盟成員共用第二航廈（泰國國際航空目前仍使用第一航廈）。此外，在松山機場及高雄國際機場也有經營亞洲及兩岸航班。除了台灣桃園國際機場，曼谷的蘇凡納布機場也是長榮航空的重點機場。
長榮航空的航線網路受到台灣的政治地位影響，飛航歐洲和西亞國家的限制較大，通常需经停泰国曼谷。2005年台湾交通部和中国民航总局先后同意开放台湾籍民航机飞越中国大陆空域。长荣航空于2017年起将部分欧洲（巴黎、维也纳）航班改为直飞。2022年长荣航空的巴黎、維也納航班系直飛航線，倫敦及阿姆斯特丹航線需中停曼谷，同时新增米蘭、慕尼黑的直飛航線。歐洲直飛航線最初仅使用台湾经香港、广州、昆明飞行情报区至南亚的航路；2021年塔利班接管阿富汗后，亦开始使用中亚经乌鲁木齐、兰州、广州飞行情报区过境中国大陆领空的航路。
過往台港航线被中华航空和国泰航空通过航权协议垄断，長榮航空无法开航香港航班。1995年澳门国际机场启用之际，台湾和澳门签订《關於澳門與台灣之間航空運輸商業協議》，长荣航空得以开航澳门航线。1996年台港重新签署《台港交换航权协议》，长荣航空获得台港航线航权并开航香港航班。兩岸直航尚未開放之時，台灣的航空公司無法直接飛入中國大陸，必須利用香港和澳門兩機場做為中轉機場。自2003年，長榮航空開始參與兩岸春節包機運輸，2008年，申請營運兩岸的包機航班，2009年正式轉為定期航班。

### 未來航點
- 計劃從臺北-桃園出發的航點：日本（北九州、青森、新潟、岡山、旭川、小松、茨城、花卷、秋田、宮崎）、韓國（釜山-加德島）

## 機隊

### 現役機隊

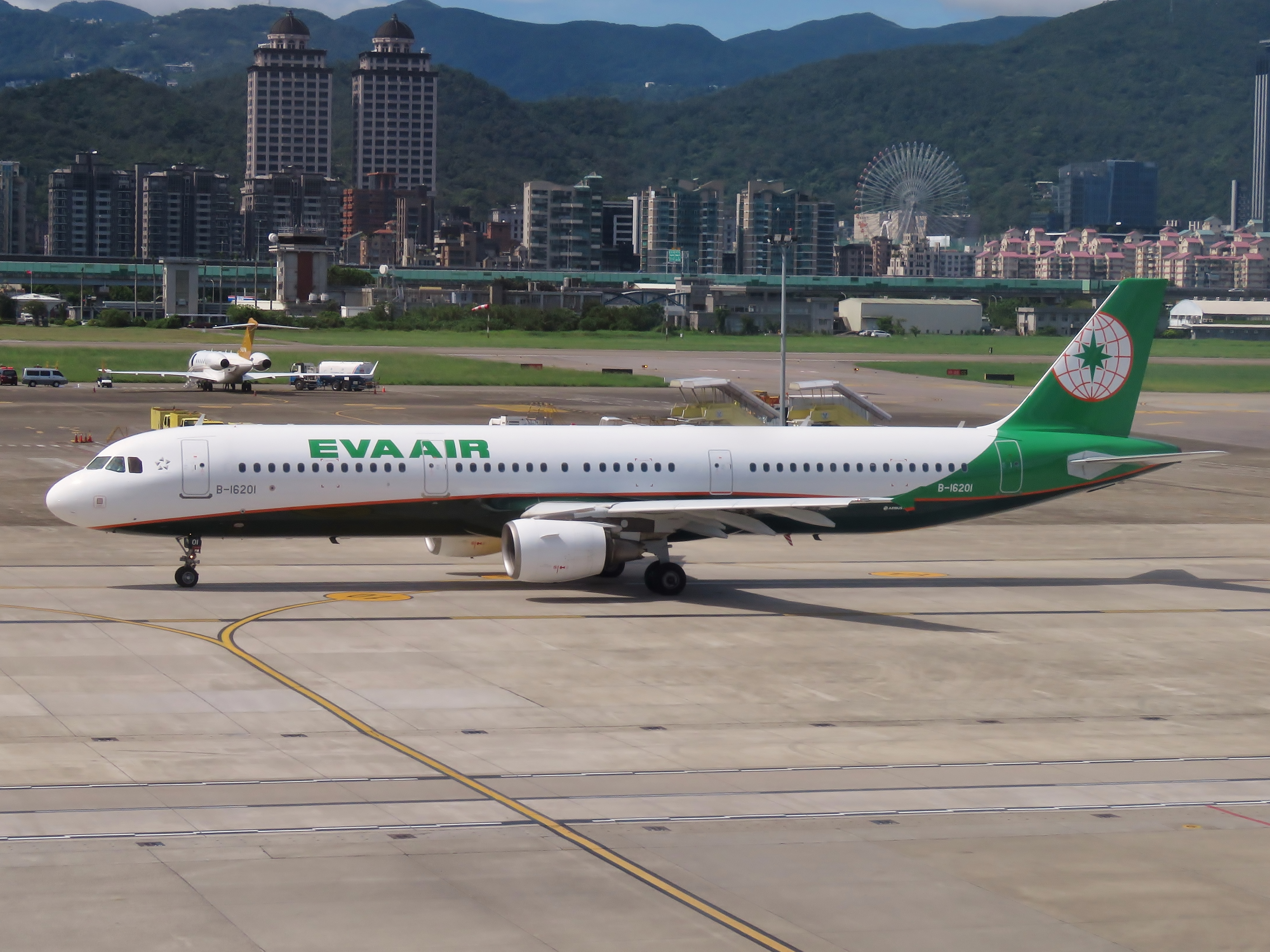
空中巴士A321-211
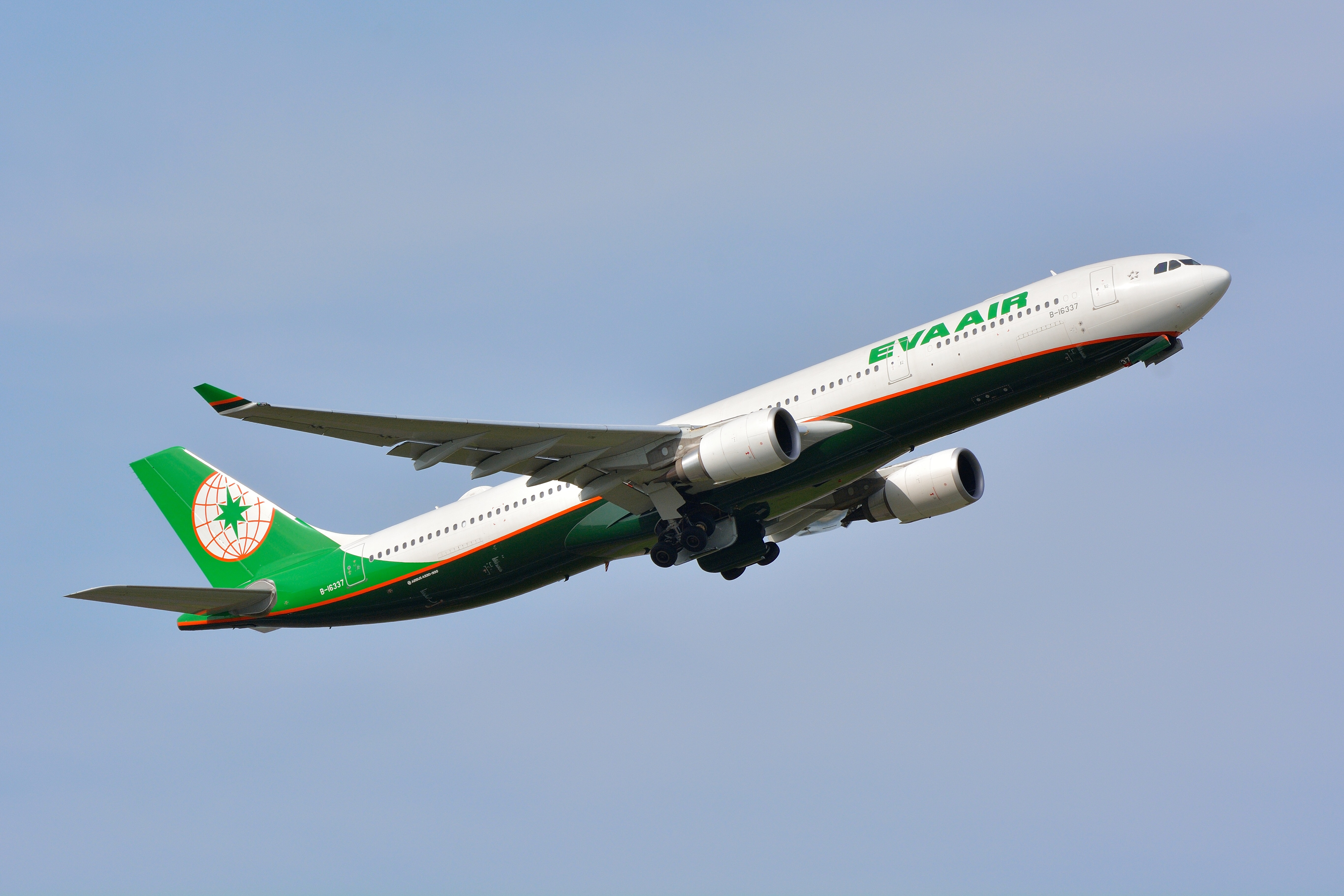
空中巴士A330-300
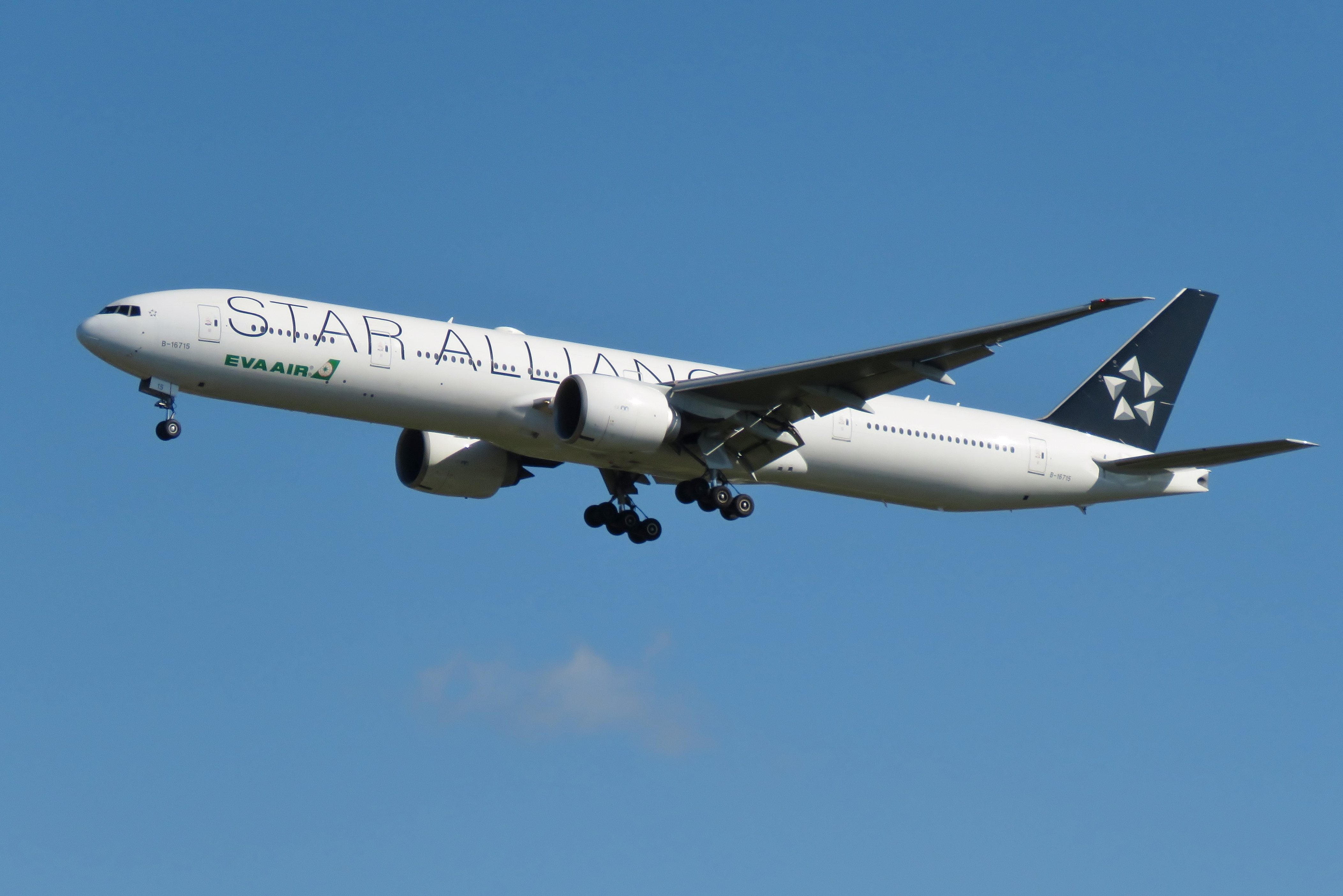
星空聯盟塗裝的波音777-300(ER)(B-16715)
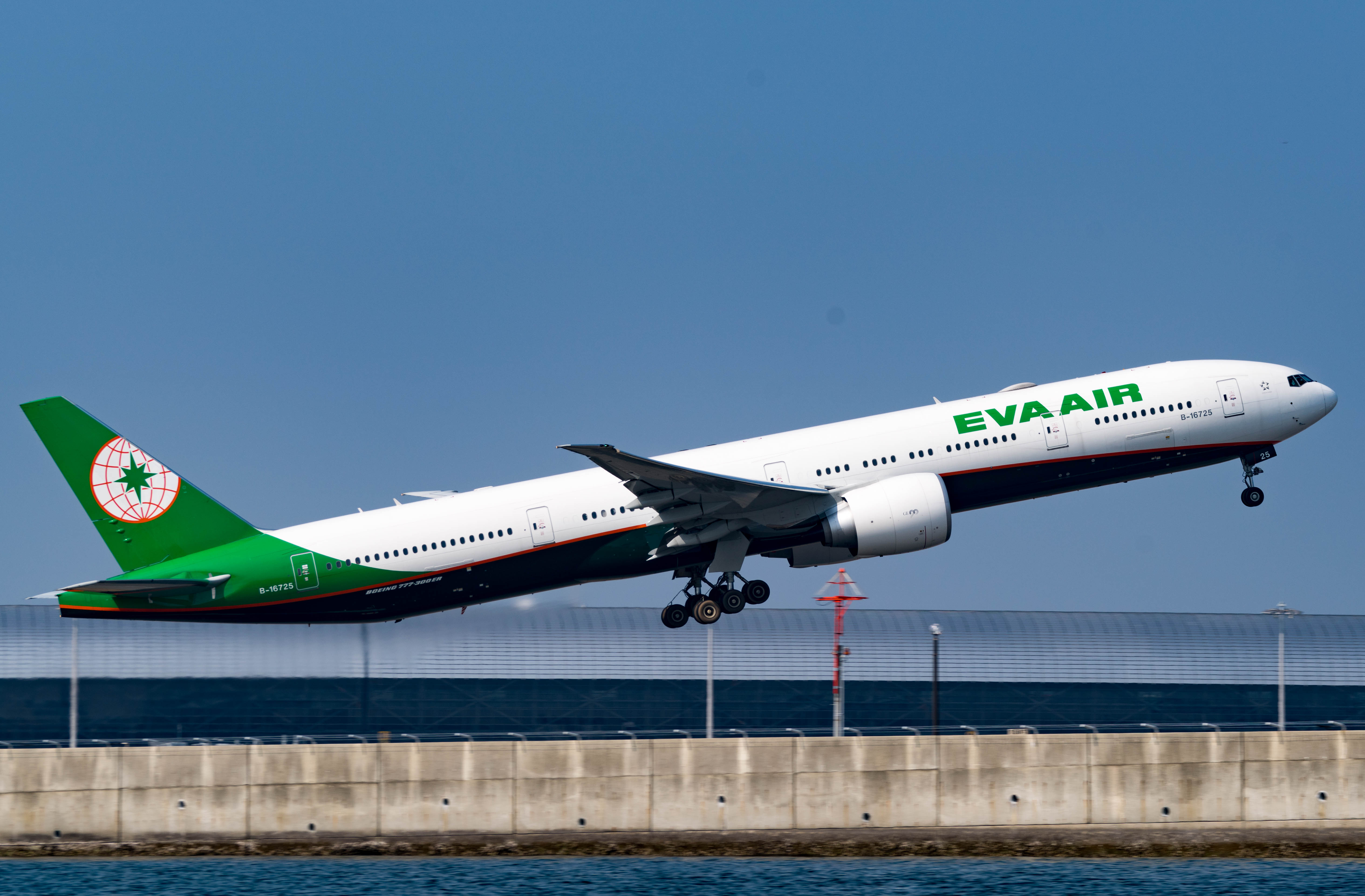
波音777-300ER
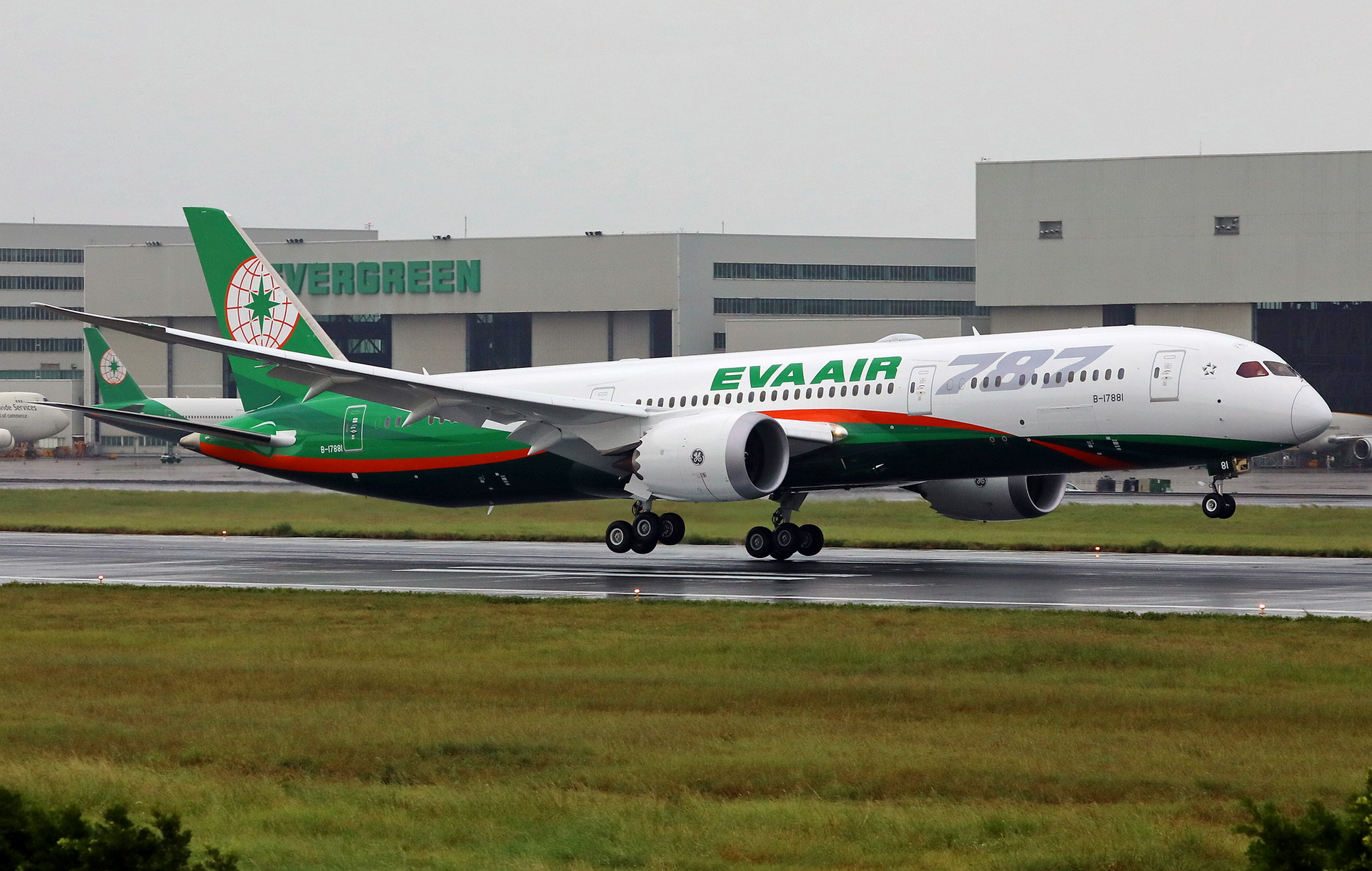
波音787-9
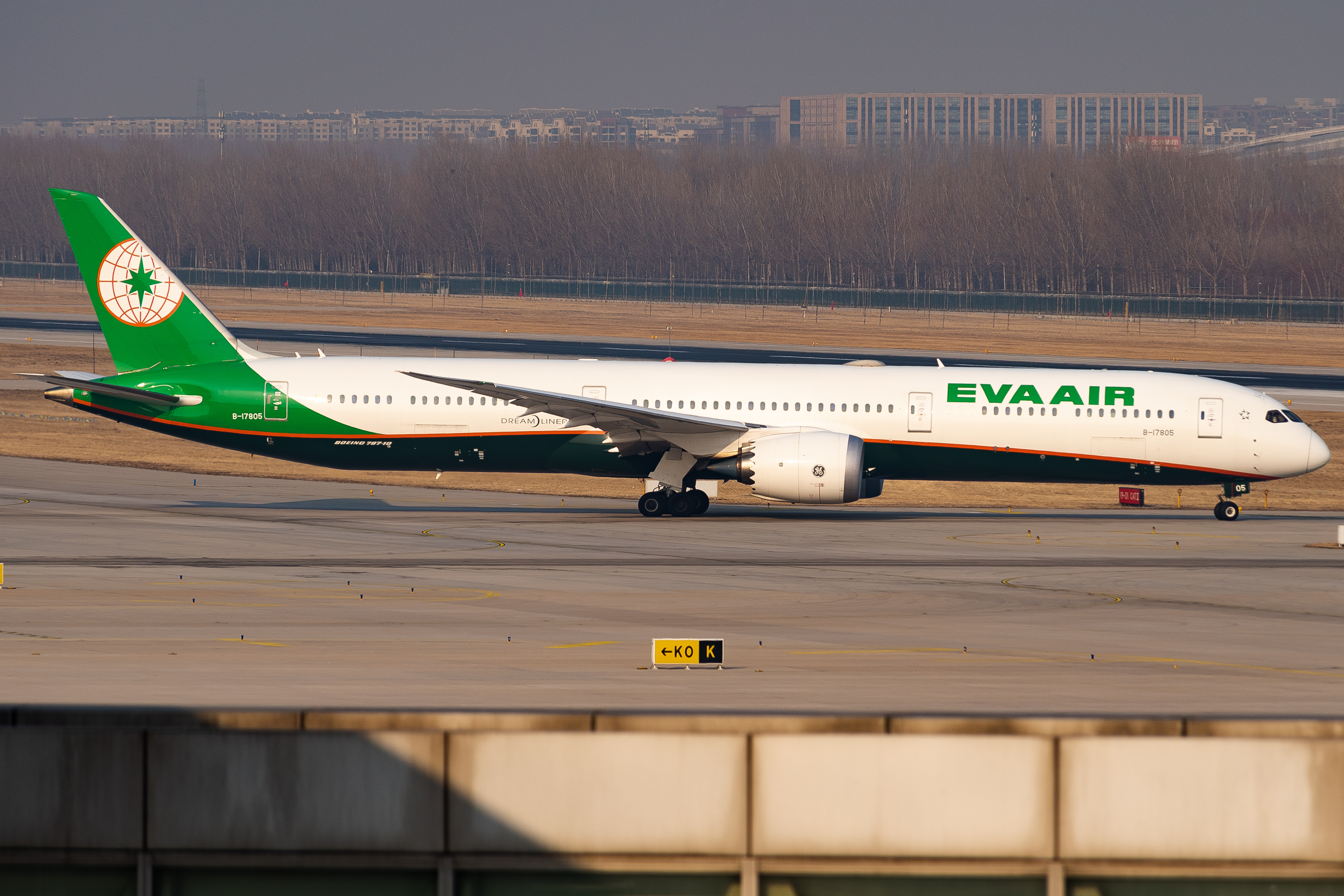
波音787-10

截至2025年4月，長榮航空機隊平均機齡約9年，除空中巴士A350-1000XWB由於無其他發動機選擇而使用勞斯萊斯製造的發動機外，所有噴射機隊均使用GE和CFM國際製造的發動機。各機種詳細資料如下：

### 未來評估採購機型
- 波音777-9
- 波音777-8F
- 空中巴士A350-941XWB
- 空中巴士A321-253NY（A321XLR）

### 註冊編號法則
以下資料來源：民航局
- B-162xx：A321-212/WL、A321-252NX（A321neo）
- B-163xx：A330-302（B-16331～B-16340）
- B-165xx：A350-941XWB（預留）、A350-1041XWB（B-16501～B-16527，暫定）
- B-167xx：777-300ER/777-300ERSF（B-16701～B-16740）、777F（B-16781～B-16790）
- B-178xx：787-9 Dreamliner（B-17881～B-17895）、787-10 Dreamliner（B-17801～B-17819）

### 機隊編號
- 註1：當中使用優雅酒紅之787-10 Dreamliner編號設有機組員休息室設備，主要執飛日韓、東南亞、西雅圖、布里斯本、維也納（經曼谷）等中長程航線。
- 註2：當中使用孔雀藍之787-10 Dreamliner編號取消機組員休息室設備，專飛日韓、東南亞、兩岸、港澳等中短程航線。
- 註3：當中使用優雅酒紅之777-300ER編號為巴黎、倫敦專用機，專飛台北－巴黎、倫敦希斯洛等長程航線。

### 除役機隊
| 機型                | 數量 | 引進 | 除役 | 接替機型                                     | 備註                                                                                             |
| ------------------- | ---- | ---- | ---- | -------------------------------------------- | ------------------------------------------------------------------------------------------------ |
| 空中巴士A330-200    | 11   | 2003 | 2024 | 波音787系列                                  | B-16301、B-16302、B-16303、B-16305、B-16306、B-16307、B-16308、B-16309、B-16310、B16311、B-16312 |
| 空中巴士A321-211    | 8    | 2012 |      | 波音787系列（短期）、空中巴士A321neo（長期） | B-16201、B-16202、B-16203、B-16205、B-16206、B-16207、B-16210                                    |
| 波音777-300ER       | 36   | 2005 |      | 空中巴士A350-1041XWB                         | B-16701、B-16702、B-16703                                                                        |
| 波音747-400         | 7    | 1992 | 2017 | 波音787系列 波音777系列                      | 最後一次飛行於2017年8月21日                                                                      |
| 波音747-400BDSF     | 6    | 1999 | 2019 | 波音777-F                                    |                                                                                                  |
| 波音747-400F        | 3    | 2000 | 2018 | 波音777-F                                    |                                                                                                  |
| 波音747-400F        | 1    | 2000 | 2018 | 波音777-F                                    | 租賃自亞特拉斯航空。                                                                             |
| 波音747-400M        | 2    | 1993 | 2015 | 波音747-400M                                 |                                                                                                  |
| 波音747-400M        | 8    | 1993 | 2015 | 波音747-400M                                 | 從客機退役後轉為貨機。                                                                           |
| 波音757-200         | 2    | 2002 | 2004 | —                                            | 租自遠東航空。 B-27017與B-27021                                                                  |
| 波音767-200         | 4    | 1994 | 2005 | 空中巴士A330-200                             |                                                                                                  |
| 波音767-300ER       | 5    | 1991 | 2007 | 空中巴士A330-300                             |                                                                                                  |
| 麥道MD-11           | 3    | 1992 | 2003 | 空中巴士A330-200                             | 從客機退役後轉為貨機。                                                                           |
| 麥道MD-11F          | 9    | 1992 | 2015 | 波音777-F                                    |                                                                                                  |
| 麥道MD-11F          | 3    | 1992 | 2015 | 波音777-F                                    | 退役客運機隊改裝。                                                                               |
| 麥道MD-90-30        | 14   | 1996 | 2016 | 空中巴士A321-200                             |                                                                                                  |
| ATR72-600           | 2    | 2016 | 2021 | —                                            | 租自立榮航空。 B-17016與B-17017                                                                  |
| 波音BBJ 737-700(WL) | 1    | 2003 | 2018 | —                                            | 長榮集團創辦人張榮發專機。 綽號「發哥號」，N888YF彩繪機                                          |

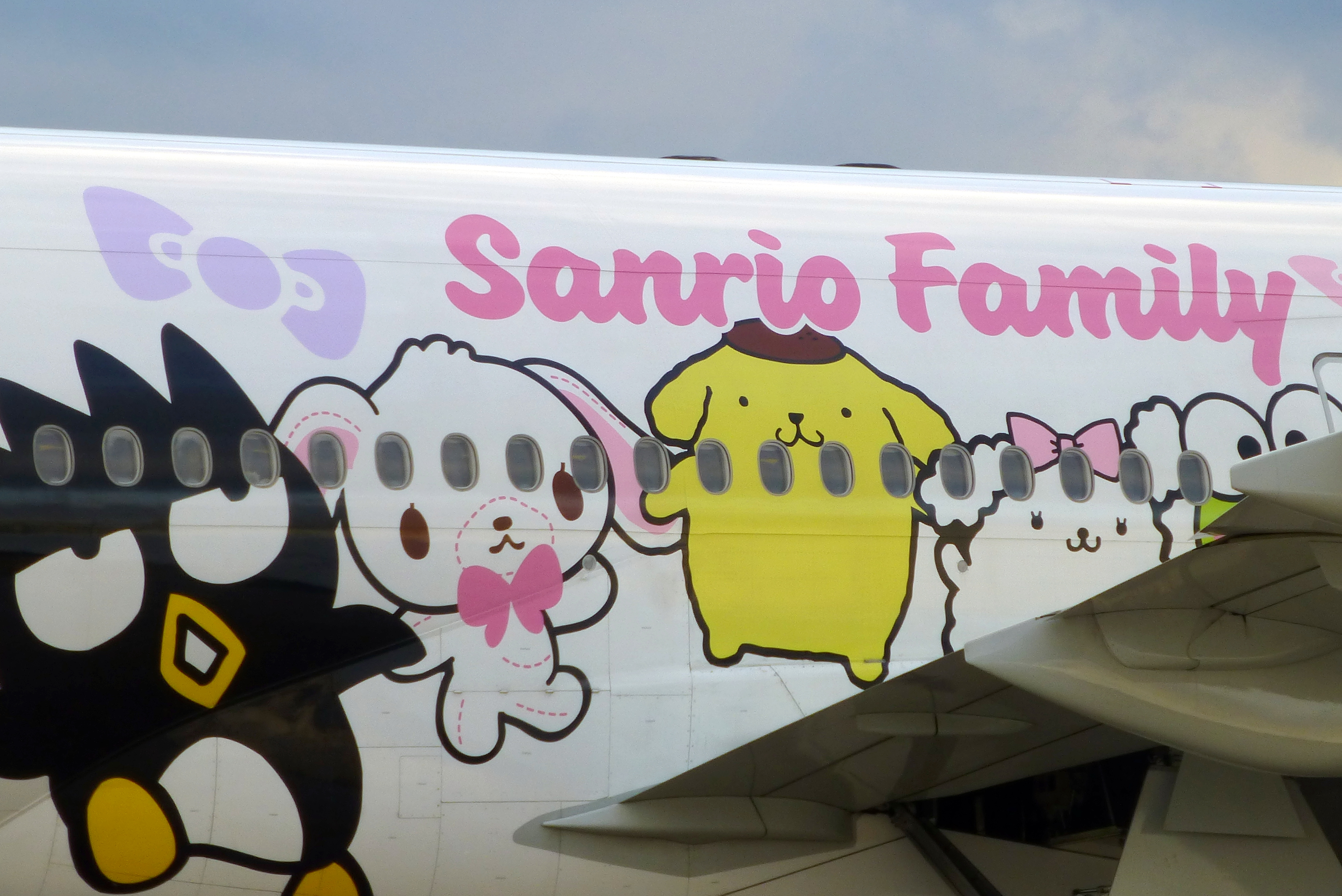
彩繪機外觀的Sanrio Family字樣

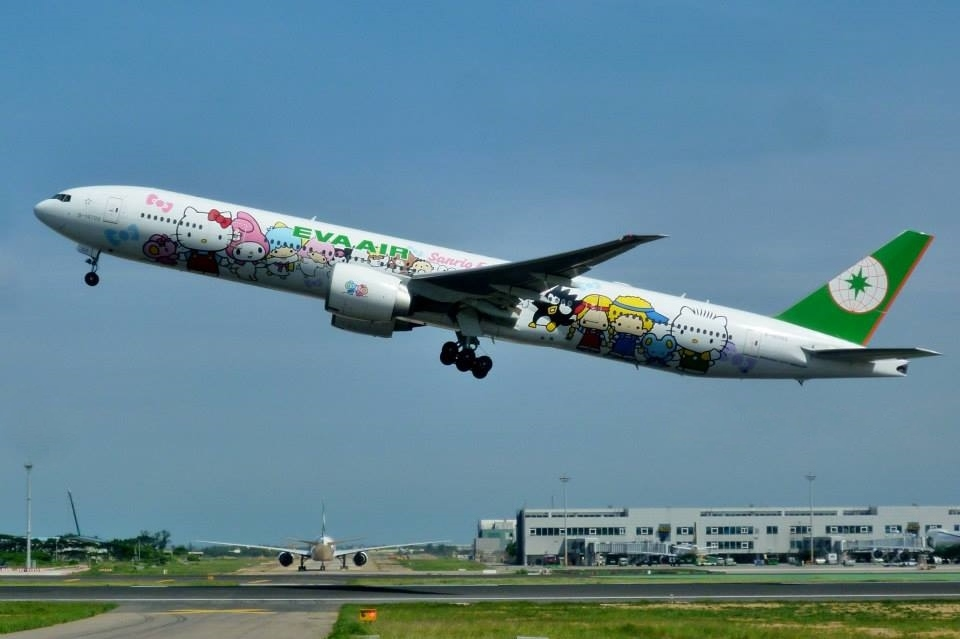
波音777-300ER "Hello Kitty 牽手彩繪機" (B-16703，已退役)

2005年10月，長榮航空與日本公司Sanrio合作，推出Hello Kitty彩繪機，使用A330-200客機（編號B-16303），機身塗上Hello Kitty的圖案。一年後，推出第二架（編號B-16309），除了機身的圖案外，機艙內也採用Hello Kitty的圖案。2009年，Hello Kitty彩繪機計畫中止。
2006年7月，長榮航空的第三架波音777-300ER (B-16703) 是波音公司在2006年范堡羅航展的主要展示飛機，這架飛機以彩虹圖案塗裝，波音公司租借了一個星期，用於在會場上展示。長榮航空首三架波音777-300ER的機身都是彩虹圖案塗裝（後來三架飛機已經改回標準塗裝或改為其他彩繪機，其中B-16701已經於2017年5月退役。而B-16703已經於2013年9月18日改為Hello Kitty彩繪機「牽手機」，2021年5月改回標準塗裝，並已於2024年6月退役）。

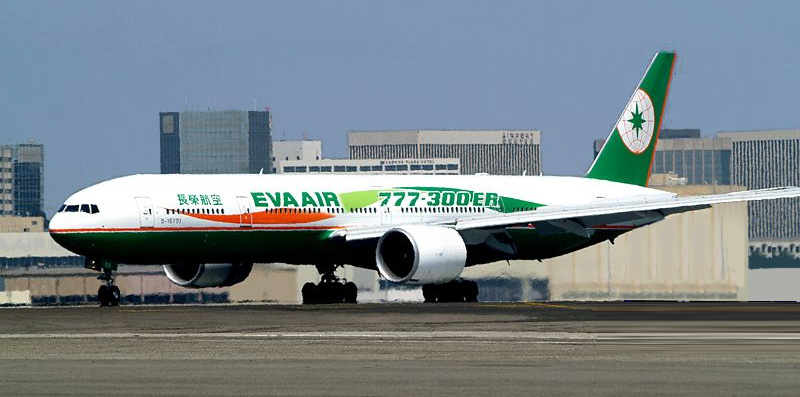
披上彩虹塗裝的波音777-300ER飛機於洛杉磯國際機場滑行 (圖中的B-16701為長榮接收的第一架波音777-300ER，已退役)。

2011年10月31日推出第二代Hello Kitty彩繪機，首架名稱為「魔法機」（編號B-16331）。2011年12月7日推出第二架彩繪機，名稱為「蘋果機」（編號B-16332）。2011年12月23日推出第三架彩繪機，名稱為「環球機」（編號B-16333），以上三架均為空中巴士A330-300。2012年5月23日以空中巴士A330-200做為第四架彩繪機，名稱為「歡樂機」（編號B-16311），已在2016年11月改成長榮航空最新圖裝。2012年6月22日再推出名稱為「雲彩機」（編號B-16309）的第五架Hello Kitty彩繪機。2013年9月首度以波音777作為第六架Hello Kitty彩繪機，名稱為「牽手機」(B-16703。該客機已在2021年5月改成長榮航空最新圖裝，同時已於2024年6月退役。)，於9月18日正式飛航台北－洛杉磯，因大受全球好評，自2014年10月29日起改飛台北－巴黎，以滿足歐洲旅客的需求。2015年6月再推出第七架Hello Kitty彩繪機，名稱為「星空機」（編號B-16722），用於6月19日首航台北－休士頓航線，由長榮航空董事長張國煒親自駕駛。
2016年底推出全新彩繪機家族，2016年11月24日以空中巴士A321-200推出「慵懶機」（編號B-16205）並首航台北-東京（成田)（BR196/195）航線。2017年3月4日空中巴士A330-300「郊遊機」（編號B-16331）飛航台北-福岡（BR106/105）及台北-首爾（BR160/159）航線。2017年4月10日空中巴士A330-300「夢想機」（編號B-16332）飛航台北（松山）-上海（虹橋）（BR772/771）及台北（松山）-東京（羽田）(BR192/191）航線。2017年5月23日空中巴士A330-300「派對機」（編號B-16333）飛航台北（松山）-上海（虹橋）（BR772/771）及台北（松山）-東京（羽田）（BR192/191/190/189）航線。2017
年6月28日以空中巴士A321-200「友誼機」（編號B-16207），飛航桃園-沖繩 （BR112/113）及桃園-大阪（BR130/129）航線。
長榮航空於2013年6月18日正式加入星空聯盟，1架波音777-300ER（編號：B-16715）塗上星空聯盟彩繪機塗裝（取代已退租的B-16701)。第2架星空聯盟彩繪機為A321-200（編號：B-16206），此機也是台灣首架配備「鯊鰭小翼」設計的機型，此架新機於2013年10月22日空中巴士德國漢堡組裝廠交機，由長榮航空董事長張國煒親率主管前往接機，2013年10月23日飛抵台灣，2013年10月27日正式投入服務，2023年交付的波音787-10（編號：B-17812）將採用星空聯盟彩繪機塗裝。
2018年10月2日，長榮航空以至台灣首架波音787-9「夢幻客機」，B-17881，在位於美國南卡羅來納州查爾斯頓的波音工廠舉行交機典禮。長榮為凸顯國籍航空首次採用787機型，接受波音提供特殊外觀塗裝設計建議，在四架787-9機身上以放大的787字體，標示出787機型，在白色的機身上，以長榮集團綠、橘企業色彩帶的飛揚線條，呈現787夢幻客機的速度感。然而，該塗裝僅限租賃自Air Lease Corporation的4架787-9（註冊編號：B-17881~B-17883、B-17885，304座位版本）為該塗裝適用對象，由7架787-10當中4架轉單以及2023年3月增購5架787-9（註冊編號：B-17886~B-17893、B-17895，278座位版本，配備豪華經濟艙）則不適用，將沿用長榮航空第三代標準塗裝。
2024年，由於Hello Kitty彩繪機「星空機」合約到期，於2024年8月執行「三麗鷗家族系列彩繪機 4.0」專案推出3架全新彩繪機家族，2024年8月28日以波音777-300ER推出「閨蜜機」（編號B-16722，前「星空機」），飛航台北-芝加哥（BR056/055）航線。另兩架將於同年底推出，分別命名「粉萌機」（空中巴士A321-200，編號B-16217）以及「糖果機」（波音777-300ER，編號B-16740），並分別飛航台北-仙台（BR118/117）航線以及飛航台北-巴黎（BR087/088）航線。

#### 現存的彩繪客機塗裝
- 三麗鷗家族-酷企鵝「郊遊機」：空中巴士A330-300（B-16331）
- 三麗鷗家族-「夢想機」：空中巴士A330-300（B-16332）
- 三麗鷗家族-「派對機」：空中巴士A330-300（B-16333）
- 三麗鷗家族-「閨蜜機」：波音777-300ER（B-16722）
- 三麗鷗家族-「粉萌機」：空中巴士A321-200（B-16217）
- 三麗鷗家族-「糖果機」：波音777-300ER（B-16740）
- 星空聯盟（Star Alliance）塗裝：波音777-300ER（B-16715）、波音787-10（B-17812，區域航線版本，且無配備機組員休息室）
- 「波音787」特殊塗裝：波音787-9（B-17881～B-17883、B-17885，兩艙等且租賃自「Air Lease Corp.」）

## 貨運

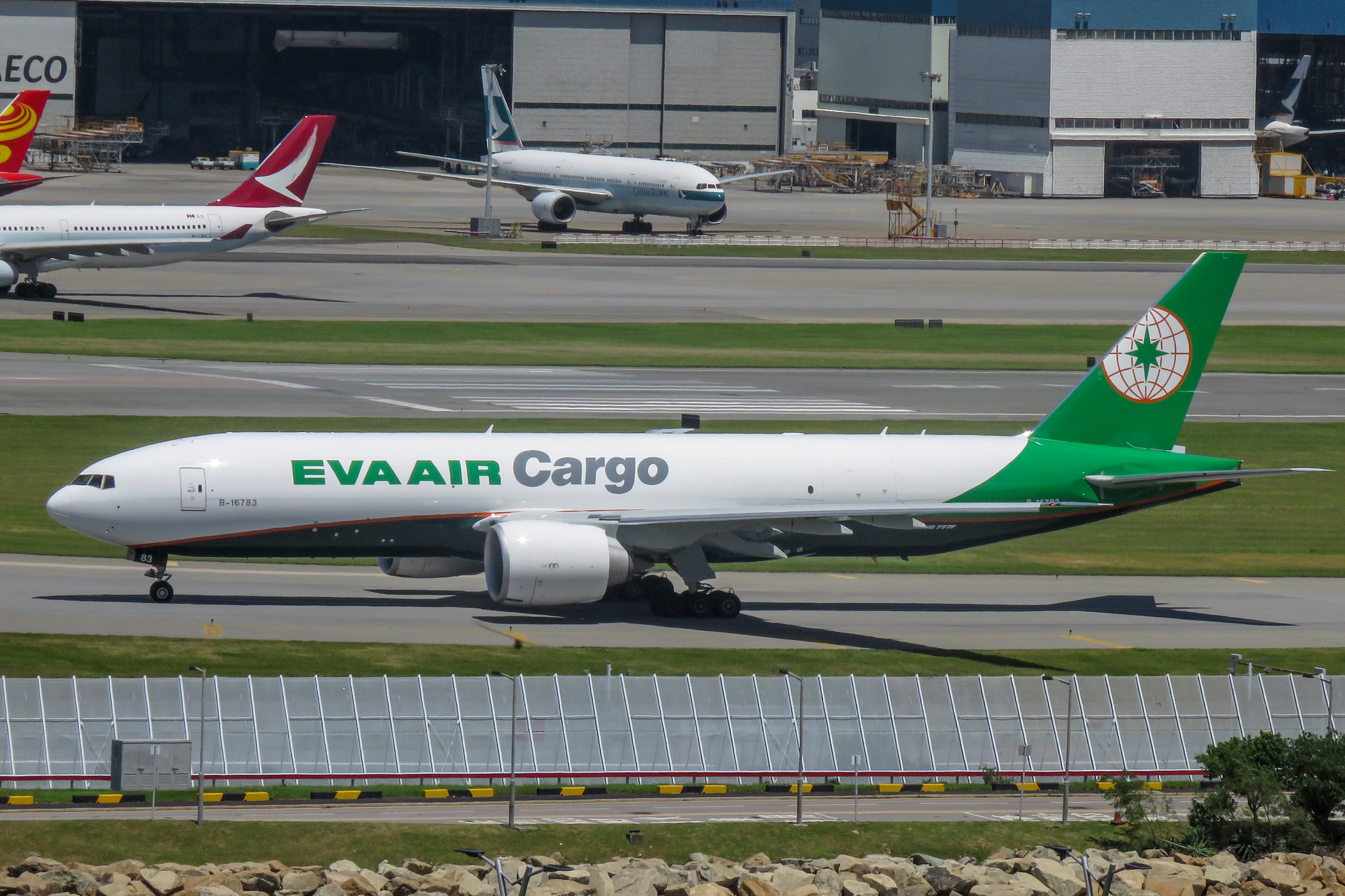
波音777-F為貨機主要機型

長榮空運倉儲成立於2000年，專責長榮的貨運服務，目前使用9架波音777-F，於2021年第四季全數交付完畢。 2022年3月通過自2025年起將委託以色列航太工業公司（IAI）將3架波音777-300ER客機改裝為全貨機。

## 維修
機務本部改制而成的飛機維修公司，成立於1998年9月1日，專責長榮航機維護。

## 獎項與評價
該航空自創立至今未曾發生致死之航空事故，擁有卓越的飛航安全記錄。AirlineRatings.com，公布「2024年前25家最安全航空公司排名」，長榮航空則位居第14名。航班索賠管理公司 AirHelp 公佈了其針對全球航空公司與機場做的 2023 年評比，長榮航空公司（EVA Airways），雖然在客戶評論上拿下 8.3 的高分，但其在準點率與客訴處理方面分別只得到 6.8 與 6.6 分，因此在總分上只斬獲 7.21 分。在本年度的排名則是拿下第 27 名。

### Skytrax評估
| 年度 | 獎項                                         | 排名   |
| ---- | -------------------------------------------- | ------ |
| 2008 | 全球最佳航空公司豪華經濟艙                   | 第1名  |
| 2011 | 五星級航空公司                               | 不適用 |
| 2011 | 全球最佳航空公司                             | 第16名 |
| 2012 | 五星級航空公司                               | 不適用 |
| 2012 | 全球最佳航空公司                             | 第13名 |
| 2013 | 五星級航空公司                               | 不適用 |
| 2013 | 全球最佳航空公司                             | 第12名 |
| 2014 | 五星級航空公司                               | 不適用 |
| 2014 | 全球最佳航空公司                             | 第12名 |
| 2015 | 五星級航空公司                               | 不適用 |
| 2015 | 全球最佳航空公司                             | 第9名  |
| 2015 | 全球最佳航空公司機艙清潔                     | 第1名  |
| 2015 | 全球最佳航空公司地勤服務                     | 第2名  |
| 2016 | 五星級航空公司                               | 不適用 |
| 2016 | 全球最佳航空公司                             | 第8名  |
| 2016 | 全球最佳航空公司機艙清潔                     | 第2名  |
| 2016 | 全球最佳航空公司地勤服務                     | 第2名  |
| 2016 | 全球最受喜愛航空公司                         | 第3名  |
| 2016 | 全球最佳航空公司商務艙                       | 第7名  |
| 2016 | 全球最佳航空公司商務艙座椅                   | 第5名  |
| 2016 | 全球最佳航空公司商務艙貴賓室（台北桃園機場） | 第10名 |
| 2016 | 全球最佳航空公司經濟艙                       | 第10名 |
| 2017 | 五星級航空公司                               | 不適用 |
| 2017 | 全球最佳航空公司                             | 第6名  |
| 2017 | 全球最佳航空公司空服員                       | 第3名  |
| 2017 | 全球最佳航空公司機艙清潔                     | 第1名  |
| 2017 | 全球最佳航空公司地勤服務                     | 第2名  |
| 2017 | 全球最佳航空公司商務艙                       | 第10名 |
| 2017 | 全球最佳航空公司經濟艙                       | 第9名  |
| 2018 | 五星級航空公司                               | 不適用 |
| 2018 | 全球最佳航空公司                             | 第5名  |
| 2018 | 全球最佳航空公司空服員                       | 第5名  |
| 2018 | 亞洲最佳航空公司空服員                       | 第2名  |
| 2018 | 全球最佳航空公司機艙清潔                     | 第2名  |
| 2018 | 全球最佳航空公司地勤服務                     | 第1名  |
| 2018 | 全球最佳航空公司商務艙                       | 第10名 |
| 2018 | 全球最佳航空公司豪華經濟艙                   | 第7名  |
| 2018 | 全球最佳航空公司經濟艙                       | 第8名  |
| 2018 | 亞洲最佳航空公司                             | 第3名  |
| 2019 | 五星級航空公司                               | 不適用 |
| 2019 | 全球最佳航空公司                             | 第6名  |
| 2019 | 全球最佳航空公司空服員                       | 第5名  |
| 2019 | 全球最佳航空公司機艙清潔                     | 第1名  |
| 2019 | 亞洲最佳航空公司員工                         | 第6名  |
| 2019 | 全球最佳航空公司地勤服務                     | 第4名  |
| 2019 | 全球最佳航空公司商務艙用品                   | 第4名  |
| 2019 | 全球最佳航空公司經濟艙                       | 第10名 |
| 2019 | 全球最佳航空公司經濟艙座椅                   | 第7名  |
| 2019 | 全球最佳航空公司經濟艙膳食                   | 第1名  |
| 2019 | 亞洲最佳航空公司                             | 第4名  |
| 2020 | 五星級航空公司                               | 不適用 |
| 2021 | 五星級航空公司                               | 不適用 |
| 2021 | 全球最佳航空公司                             | 第7名  |
| 2021 | 全球最佳航空公司空服員                       | 第7名  |
| 2021 | 全球最佳航空公司機艙清潔                     | 第5名  |
| 2021 | 全球最佳航空公司經濟艙                       | 第11名 |
| 2021 | 全球最佳航空公司經濟艙座椅                   | 第10名 |
| 2022 | 五星級航空公司                               | 不適用 |
| 2022 | 全球最佳航空公司                             | 第18名 |
| 2023 | 五星級航空公司                               | 不適用 |
| 2023 | 全球最佳航空公司                             | 第9名  |
| 2024 | 五星級航空公司                               | 不適用 |
| 2024 | 全球最佳航空公司                             | 第8名  |
| 2024 | 全球最佳航空公司空服員                       | 第4名  |
| 2024 | 全球最佳航空公司機艙清潔                     | 第3名  |
| 2024 | 亞洲最佳航空公司員工                         | 第4名  |
| 2024 | 全球最佳航空公司地勤服務                     | 第4名  |
| 2024 | 全球最佳航空公司商務艙                       | 第9名  |
| 2024 | 全球最佳航空公司商務艙膳食                   | 第8名  |
| 2024 | 全球最佳航空公司商務艙用品                   | 第3名  |
| 2024 | 全球最佳航空公司豪華經濟艙                   | 第3名  |
| 2024 | 全球最佳航空公司豪華經濟艙座椅               | 第6名  |
| 2024 | 全球最佳航空公司豪華經濟艙膳食               | 第1名  |
| 2024 | 亞洲最佳航空公司豪華經濟艙膳食               | 第1名  |
| 2024 | 全球最佳航空公司經濟艙                       | 第5名  |
| 2024 | 全球最佳航空公司經濟艙座椅                   | 第9名  |
| 2024 | 全球最佳航空公司經濟艙膳食                   | 第8名  |
| 2024 | 亞洲最佳航空公司                             | 第5名  |

### 其他評級機構
| 評估機構           | 內容                           | 排名   |
| ------------------ | ------------------------------ | ------ |
| 2016年             |                                |        |
| JACDEC             | 2016年飛行安全指數             | 第三名 |
| 2018年             |                                |        |
| AirlineRatings.com | 2018年全球二十大最安全航空公司 | [ 55 ] |
| 2019年             |                                |        |
| TripAdvisor        | 2019年全球十大最佳航空公司     | 第3名  |
| TripAdvisor        | 2019年亞洲地區最佳航空公司     |        |
| TripAdvisor        | 2019年亞洲區最佳商務艙         |        |
| TripAdvisor        | 2019年亞洲區最佳豪華經濟艙     |        |
| 2020年             |                                |        |
| AirlineRatings.com | 2020年全球二十大最安全航空公司 | [ 56 ] |
| Travel + Leisure   | 2020年全球十大最佳國際航空公司 | 第四名 |
| 2022年             |                                |        |
| AirlineRatings.com | 2022最安全航空公司排名         | 第9名  |
| 2025年             |                                |        |
| AirlineRatings.com | 2025年全球最安全航空           | 第7名  |

## 歷年主要意外
長榮航空自成立至今，所發生的事故均未造成任何死亡。但同屬長榮集團旗下之立榮航空曾有致一人死亡事故，且該事故與攜帶點燃易燃物之物品的旅客有關。
- 2001年11月20日長榮航空編號BR316的MD-11客機從澳洲布里斯本飛往中正機場，於中正機場著陸時發生「彈跳落地」（bounced landing）情形，緊急重飛後，又發生了重落地導致鼻輪爆胎、輪轂變形、鼻輪起落架損毀、鼻輪艙結構受損、機身壓力艙蒙皮變形、機身縱樑與地板樑傷，機上搭乘飛航組員3人，客艙組員10人，額外組員（Additional Crew Member）3人，乘客207人，合計223人。飛安會調查發現，操控駕駛員在第一次著陸前之平飄時機晚，另一駕駛員亦未發現並處置，致著陸時下降率大、落地重。操控駕駛員在第一次重落地彈起後，又過量操作導致第二次之重落地及彈跳。操控駕駛員在落地過程中之操作技巧，有部分不符合該型機操作手冊要求。此外，於發生事故後，長榮航空未立即依「航空器飛航作業管理規則」第一百零三條第二項規定將「座艙語音記錄器」斷電保存事故資料。飛安會認為長榮航空應加強機長在落地階段中應有之狀況警覺及處置要領、檢討駕駛員對操作手冊中要求之操作技巧遵循情況，並應針對駕駛員「平飄時機晚」與「落地過量操作」等情況，檢討飛航教師手冊[61]。
- 2002年3月17日長榮航空機號B-16106的MD-11，於美國阿拉斯加州安克拉治機場滑行時，其右翼撞擊到一架靜止的阿拉斯加航空MD-82客機，導致該MD-82客機之垂直尾翼損毀。
- 2004年7月2日長榮航空編號BR826的MD-90客機從澳門飛往高雄，於落地後鼻輪衝出滑行道[62]。
- 2005年3月28日長榮航空編號BR2196的空中巴士A330-200由台北飛往成田國際機場途中，因長榮航空的簽派員未提供由日本多次發佈之中度至強烈亂流之顯著危害天氣資訊（危險天氣警告SIGMET）給駕駛員，導致該客機遭遇晴空亂流令機上46名乘客及10名客艙組員受傷，且其中一位乘客為頸椎骨折十分嚴重，客艙天花板亦受損、氧氣面罩脫落、行李箱則因受衝擊力道過大而變形。於事故發生後，機上記錄重要調查資訊的座艙語音紀錄器資料被覆蓋，失去事故當時之語音紀錄。飛安會認為長榮航空應加強顯著危害天氣資訊之蒐集，並確實提供飛航組員相關訊息[63]。
- 2008年2月23日一架長榮航空編號BR67的客機由台北桃園飛往泰國曼谷，於當日下午13時07分靠曼谷空橋，旅客下機時，座位64A/65A左側地板冒煙，客艙組員請旅客儘速下機，由地面機務人員關斷輔助發電機電源後滅火，機上載有296名旅客，人員均安全無恙。但令該航班續後到倫敦的航程延誤13小時[64]。飛安會調查發現因輔助動力單元之電纜線安裝不當，導致負載超過設計強度斷落，電纜裸芯接觸金屬螺栓造成短路之火花引燃其下方隔熱毯堆積之污染物，而發生火災，致該機結構受損。該機火源發生於下貨艙，客艙組員無法立即發現火源位置，故未能展開消防作業。飛安會調查發現長榮航空未將航空器維修手冊中相關隔熱毯受防鏽劑污染之維修作為納入工單中提示，使維修人員遭遇防鏽劑污染隔熱毯情況時將無法有所作為。長榮航空於收到波音服務信函未能確實進行評估並採取措施，此外該機從曼谷往倫敦再返回桃園之載客飛行過程，航機部分客艙地板結構已受熱損壞，其維護簽放違反規定[65]。
- 2008年3月11日長榮航空一班航機因為機艙氣壓問題，緊急降落大阪，無人受傷。該架載著236人的客機，由名古屋中部國際機場飛往台北。下午1時左右因為機艙氣壓不正常，在大阪關西國際機場緊急降落[66]。
- 2008年4月15日長榮航空編號BR901的MD-90客機由桃園國際機場飛往高雄小港機場接駁任務時發生爆胎意外。該班機起飛後即顯示胎壓異常的訊號，經小港機場塔台目視確認為右方四號輪胎異常。落地時雖造成其他三個機輪爆胎，但所幸機上36名乘客並無傷亡。此一事件亦造成小港機場暫時關閉。該架飛機為長榮航空向子公司立榮航空所濕租的飛機，飛機、駕駛、空服員皆是立榮航空[67]。
- 2010年9月2日長榮航空編號BR701的客機由上海浦東國際機場飛往桃園國際機場。於桃園國際機場落地時偏離跑道至草地，三個主輪破裂，左機翼內側襟翼無法收上至定位。飛安會依飛航事故調查法，認定該事件屬飛航事故[68]。
- 2010年12月29日長榮航空編號BR61的空中巴士A330-200客機由曼谷國際機場飛往維也納國際機場。該機於烏克蘭上空，巡航高度40,000呎時，出現發動機供氣系統失效致造成艙壓異常，飛航組員執行緊急下降程序，由航管引導轉降，緊急降落於烏克蘭。飛安會依飛航事故調查法，認定該事件屬飛航事故[69]。
- 2011年2月26日長榮航空編號BR757的空中巴士A330-200客機由杭州蕭山國際機場前往桃園國際機場，於桃園國際機場落地時偏離跑道進入草坪。經飛安會檢視發現草地有輪胎痕跡，並有一盞跑道邊燈脫離基座。飛安會依飛航事故調查法，認定該事件屬飛航事故[70]。
- 2011年7月25日長榮航空向立榮航空租用的一架MD-90客機編號BR807，由桃園國際機場飛往澳門國際機場，起飛前一號引擎冒煙，緊急逃生時15名乘客受傷。[71]
- 2012年9月13日長榮航空班機由羽田機場返回松山機場降落時，在跑道1100公尺處滑出跑道，機上218名旅客和飛機都平安無事。
- 2016年7月18日長榮航空編號BR271的波音747-400客機從桃園機場飛往馬尼拉機場，降落時因跑道破損導致機翼被小石塊撞擊破裂，因飛機需大修所以由馬尼拉返回桃園機場的航班取消。
- 2016年9月3日長榮航空編號B-16407的波音747貨機，在清晨四點十九分自深圳飛抵桃園機場時，16個輪胎中有12個爆胎，機翼輪艙門也有受損，幸無任何傷亡。但造成封閉跑道六小時清理爆胎碎屑，共延誤21架班機，平均延誤30分鐘。
- 2016年12月16日長榮航空編號BR015(註冊編號B-16727)的波音777-300ER客機從洛杉磯國際機場起飛，準備飛回台北，但因塔台給出錯誤指令，誤把剛才也起飛不久的加拿大航空 路線，套用在長榮班機身上，之後塔台人員緊急修正路線，不斷對長榮機長下指令，隨後長榮班機掉頭，拉升飛機高度，終於回到正確的飛行道路上。
- 2017年12月2日長榮航空一架編號BR35的777-300ER(註冊編號B-16718)客機，原定於當地時間2日凌晨00:45起飛，執行從多倫多飛往台北任務，但飛機在除冰區進行作業後，於凌晨01:21在地面滑行時，右機翼不慎碰觸到燈柱，造成右機翼受損，班機上240名乘客返台行程延誤。
- 2018年2月18日一架編號BR115的A330-300(註冊編號B-16333)客機，於當地時間15:55起飛後，根據飛機上乘客表示疑似引擎問題，於約當地時間16:30返抵新千歲機場 (CTS)，19日當地時間02:16以BR115D的777-300ER(B-16711)客機飛往台北於當地時間5:10降落。(以上時間參考FR24)。
- 2018年11月26日長榮航空一架編號BR027的B777-300ER（註冊編號B-16736)的客機，於美西時間25日凌晨0點14分從舊金山起飛往台北，途中遭遇鳥擊。在6000呎處停止爬升，並於起飛50分鐘後平安返回舊金山國際機場，機上187人均沒有受傷。[72]
- 2022年11月30日長榮航空一架編號BR10的B777-300ER(註冊編號B-16707)的客機由桃園飛往溫哥華，在當地時間29日晚間6:42分抵達溫哥華機場後因滑行道上的積雪導致該機在脫離跑道滑行時鼻輪產生側滑而受困於滑行道，機上所有人員均未受傷，由該機從溫哥華飛回桃園的BR09航班也因此延誤12小時。[73]
- 2023年4月16日深夜，桃園機場長榮航勤航太作業區一架空中巴士A321-200（註冊編號B-16227)，因拖機作業不慎，導致機翼尾端碰撞一旁的波音777-300ER（註冊編號B-16740)機鼻，駕駛員遭暫停勤務。4月17日上午，長榮BR190在臺北松山機場準備進入滑行道時，未將轉向插銷移除，機務人員發現後緊急通報，經處理後該航機延誤25分鐘起飛。[74]
- 2023年11月9日，因作業疏失，曼谷蘇凡納布機場一架運送行李的運輸車撞上航機右側引擎，造成凹陷和破損。班機262名旅客受到影響，均被安排至替代航班，或改簽改搭翌日航班回台。[75]

## 爭議事件
- 2015年8月8日，蘇迪勒颱風來襲，長榮航空無宣布任何航班取消或異動，因此機組員與乘客必須在原定時間到機場報到。但是颱風比預報更接近台灣，風速越催強勁，桃園機場最後關場，許多在天空上的飛機無法落地，有長程航班因油量不足甚至需要轉降其他機場。地面上的飛機也因控制塔因風速過大關閉因此無法起飛。導致許多乘客與組員無法準時登機執勤或乘坐，因此造成員工的嚴重超時問題以及乘客抵達目的地時間嚴重延誤。[76][77]
- 2016年農曆過年前，長榮集團創辦人張榮發過世，其遺囑由小兒子（二房獨子）張國煒揭露，聲明長榮集團與其他總公司由張國煒接任總執行長，不料引發家族內鬥。大兒子與三兒子（大房所生）張國華與張國政反彈，聯手重要幹部進行奪權，甚至一些自稱老臣的重要關係人也「倒戈」。張國煒心灰意冷之下，離開長榮航空，但仍擁有機師執照，自立門戶成立星宇航空，希望在台灣民航市場分一杯羹。當時長榮航空也有一些高層隨著張國煒離職，總經理鄭傳義是其中之一，鄭傳義後來被選為中華航空董事。
- 2016年9月27日，中度颱風梅姬登陸花蓮，桃園機場風雨漸強，長榮航空約46架次起降桃園機場，但其中只有八架次被判定違規，當中乘客事後曾表示在搭乘班機時因太驚恐，寫了遺書。還有乘客說，當天班機整整在機場附近盤旋了1個半小時，結果因為沒達到起降標準轉而轉降香港。更有人說，降落時令人感到反胃想吐，降落後苦等許久，才等到機場人員派車接送旅客。但長榮航空表示，當天情形符合機場起降標準，並無違法，民航局則指出會查證長榮是否在當時有違法相關事宜。
- 2017年3月23日下午，長榮航空派人將工會放在空服員信箱中的招募文宣、特刊以及「1人1信要求公布勞資會議勞方代表」的文件抽除；隔日還發公告，表示不允許「外部單位、廠商」放置「廣告文宣品」。桃園市空服員職業工會長榮分會批評，長榮航空管理文化專制，強取工會文宣事件更凸顯長榮航空依然想用愚民政策來面對員工。長榮航空派員強行收走員工信箱文宣，同事po影片後接獲公司關切；甚至臉書按讚的同事，家人也接到公司電話。
- 2017年3月23日下午，長榮航空資方先是透過桃園市政府勞工局表示拒絕出席，之後再協調後才參與了下午的協商會議，卻表示早就承認工會協商資格，但是工會完全不知情。接下來長榮航空資方會按《團體協約法》的程序走，但是工會表示，這是從12月拖到現在還打算再拖60天。
- 2017年4月5日，自從2017年3月27日桃園市空服員職業工會取得團體協約協商權，桃園市空服員職業工會長榮分會與長榮航空對空服員「抓飛後送」在今日調解成立。未來長榮航空只能抓飛「報到區間」的航班，而非「起飛」的航班，如果要抓飛起飛時間位於待命區間的航班，必須與取得空服員同意，若空服員不同意抓飛，公司也不得懲處。因為從去年10月開始，長榮航空頻繁地抓飛後送組員，安全簡報能否落實成為疑慮，也增加空服員的精神壓力。
- 2017年8月31日，因哈維颶風吹襲美國德州，休士頓變為水鄉澤國，但長榮航空堅持硬飛政策，結果2架777-300ER客機共55名飛航組員受困在休士頓，受困最久的已接近一週。在哈維颶風緊急狀態通知已發佈的狀態下，長榮航空依舊強勢的在8月25日、8月26日（8月26日航班因故延至8月27日凌晨）的兩個航班飛至休士頓，甚至8月28日的休士頓航班依舊不顧颶風強襲從台北起飛，飛至日本上空才因休士頓機場關閉不得不折返台灣。[78]
- 2019年1月20日，長榮航空由洛杉磯飛返臺北桃園的航班，有位美籍肥胖男性乘客提出擦屁股的無理要求，空服員控訴長榮未給予第一線服務人員支持，最終長榮航空公開向該名空服員及社會大眾發記者會道歉，而該名美籍肥胖男性於2019年3月於泰國蘇梅島過世。[79]
- 2019年6月至7月，爆發空服員大規模罷工，歷時17天，至7月6日結束。罷工亦創下臺灣交通業罷工史上四項「最」紀錄，罷工天數最長、影響航班最多、影響旅客人數最多。為此次罷工，長榮航空虧損金額達新臺幣約27.8億元。此抗爭活動也是長榮航空有史以來首次的機組員罷工。[80]
- 2023年1月1日，長榮航勤員工不滿員工年終只有1個月，血汗勞動沒換來合理薪資水平，因此「集體技術性請假」似乎想以示抗議，連帶影響到79航班次。[81]
- 2023年9月30日，倫敦經曼谷飛往台北的長榮航空68號班機（註冊編號：B-16738）航班，因2名外籍旅客自行從經濟艙到豪華經濟艙就座又拒絕回座或付費升等，而同行醉酒之旅客亦產生脫序行為，於艙門附近抽電子菸，經空服員發現後制止無效，該兩名旅客情緒失控，除以言語辱罵外，甚至攻擊空服員，導致航班中途轉降奧地利維也納國際機場。[82]

## 外部連結
- 長榮航空 （页面存档备份，存于）（繁體中文）（简体中文）（英文）（日語）（法文）（德文）（越南文）（泰文）（荷兰文）
- 長榮航空手機版網站 （页面存档备份，存于）
- EVA Airways Corp. 長榮航空的Facebook專頁
- YouTube上的EVA Air官方頻道
- 長榮航空 （页面存档备份，存于）的Linkedin帳戶
- 长荣航空EVAAIR的新浪微博
- 長榮航空日本的X（前Twitter）
- 長榮航空美國的X（前Twitter）
- 長榮航空中文官方的Instagram帳戶
- 長榮航空北美的Instagram帳戶
- 長榮航空法國的Instagram帳戶